# 379155 Volkerheinrich
379155 Volkerheinrich este o planetă minoră (asteroid) din centura de asteroizi. A fost descoperită pe 18 august 2009 la Mayhill⁠(d) de Erwin Schwab⁠(d). 
Obiectul prezintă o orbită caracterizată de o semiaxă mare de 2,3760256180505 UAi, o excentricitate de 0,21, o înclinație de 5,4 ° în raport cu ecliptica.